# Knytbergets naturreservat
Knytbergets naturreservat är ett naturreservat i Leksands kommun i Dalarnas län.
Området är naturskyddat sedan 2019 och är 49 hektar stort. Reservatet omfattar nordvästra sluttningen av berget med detta namn samt en mindre myr. Reservatet består av aspdominerad barrskog.